# Compilation - I successi di Leone Di Lernia
Compilation - I successi di Leone Di Lernia è un album del 1984 di Leone Di Lernia.

## Tracce
Lato A
1. Gaccia ad'avè
2. Spusatiella Geuvè
3. U chiengeleuse
4. Americanpuglia
5. Le femmine di Trani
6. Cincilluzzo
7. Sandanicola

Lato B
1. Zappa Nicò
2. Spremi Spremi
3. Ueludde
4. I guai della Nellezza
5. Non mi puoi ngastre
6. Padron pensaci tu
7. Africa banana